# Karel Šerák
Plk. v. v. Karel Šerák (20. července 1923, Český Boratín, Volyň – 17. července 2016, Praha) byl volyňský Čech, veterán druhé světové války a tankista, který se účastnil na straně Sovětského svazu bojů při osvobozování střední Evropy od nacistického Německa.

## Život
Karel Šerák se narodil v roce 1923 v Českém Boratíně na Volyni a chtěl se vyučit zámečníkem, ale školu nedokončil. V roce 1939 jeho zemi obsadily sovětské jednotky. Následně pracoval na vznikající železniční trati a na letišti a v roce 1941 Volyň obsadila armáda nacistického Německa. V zemi došlo k vyvražďování Rusů a Židů, čemuž byl Karel Šerák svědkem, a 20. března roku 1944 tak jako jeho otec Josef a bratr Josef vstoupil v Rovně do Svobodovy armády a účastnil se výcviku v Rovně, v Kivercích a v Rusově. Následně se účastnil osvobozovacích bojů na Dukle, v Zyndranowé, u Jasla, u Albertovce u Opavy a v Ostravě jako velitel tanku ve 3. praporu Richarda Tesaříka 2. roty 1. československé brigády. Dva ze tří jeho tanků byly zničeny a s posledním z nich s č. 603 dojel 10. května 1945 do Prahy až na Hradčanské náměstí. Po demobilizaci 15. března 1946 v hodnosti podporučíka se s mladším bratrem Josefem usadil v Chotiněvsi, kde pracoval v zemědělském družstvu jako zootechnik a později jako pěstitel-živočichář.
Karel Šerák se často účastnil oslav konce války a dalších obdobných akcí, svou účast považoval za svou povinnost. 30. června 2016 se zúčastnil Dne armády u Národního památníku na Vítkově, při návratu ale na nádraží zakopl na eskalátoru a zlomil si čtyři žebra. Na následující komplikace 17. července v nemocnici zemřel.
V roce 2015 byl při 70. výročí osvobození Ostravy a konce 2. světové války jmenován čestným občanem města Ostravy.

## Bojová činnost

### Boj u Zyndranowé
1. října 1944 se jeho tank účastnil boje o vesnici Zyndranowa v Polsku, jeho tank dostal dva zásahy a on jediný přežil. Před zásahem dal nabíječi Mauerovi rozkaz, aby šel na průzkum, ale ten byl tolik vystrašený, že šel raději na průzkum sám. V husté mlze ve stodole na okraji vesnice našel zamaskovaný tiger, ale mlha začala opadávat a tiger začal pálit na československé tanky. Tanky likvidoval tak, aby zablokovaly ostatní tanky a mohl snadno zničit celou kolonu. Nejprve první, třetí a pátý a nakonec druhý a čtvrtý.

### Boj u Albertovce
16. dubna 1945 byl zničen jeho tank podruhé v boji u Albertovce u Opavy, když se snažil po náspu překonat železniční trať. Nejprve dostal zásah druhý tank a tank Karla Šeráka začal pálit. Stihl vypálit dva nebo tři náboje, než proletěla skrze celý tank rána mezi řidičem a pomocníkem až do motoru a ven. Tank začal hořet a za dramatických okolností stihla posádka utéct.

### Boj u Ostravy
Třetí tank dostal Šerák poškozený ranou panzerfaustem, kterou byl zabit předchozí velitel tanku Romani. S tímto tankem se zúčastnil dobývání Ostravy a po ní vyrazil na Olomouc. Tam přišel rozkaz vyjet na Prahu, která volala o pomoc, a osm tanků včetně Šerákova vyjelo. Před nimi ustupovala Schörnerova armáda. Do Prahy-Hostivaře dojeli 10. května 1945 a následně se jeli s dalším tankem podívat na Hradčanské náměstí. Před prvním nádvořím Hradu se jeho a druhý tank zastavily v 10 hodin.

## Vyznamenání
- Československý válečný kříž 1939, udělen 2 krát
- Československá medaile Za chrabrost před nepřítelem
- Československá medaile za zásluhy, II. třída
- Pamětní medaile československé armády v zahraničí, se štítkem SSSR
- Řád Vlastenecké války II. stupně, (SSSR)
- Medaile Za osvobození Prahy, (SSSR)
- Medaile za vítězství nad Německem ve Velké vlastenecké válce 1941–1945, (SSSR)
- Dukelská pamětní medaile
- Pamětní medaile k 60. výročí ukončení druhé světové války, Slovensko, 2005 [6]
- Jubilejní medaile 60. výročí vítězství ve Velké vlastenecké válce 1941–1945 – Rusko, 2005
- Čestný pamětní odznak k 60. výročí ukončení 2. světové války, 2005[7]
- Kříž obrany státu ministra obrany ČR, 2012[8]